# Saidye Bronfman
 (septembre 2023).
Si vous disposez d'ouvrages ou d'articles de référence ou si vous connaissez des sites web de qualité traitant du thème abordé ici, merci de compléter l'article en donnant les références utiles à sa vérifiabilité et en les liant à la section « Notes et références ».
Pour les autres membres de la famille, voir Famille Bronfman.
Pour les articles homonymes, voir Bronfman.
Saidye Bronfman (née Saidye Rosner, 1897-1995), mariée à Samuel Bronfman en 1922, fut un membre de la famille Bronfman, une des plus influentes au Canada. 
Cette grande famille doit sa célébrité en grande partie à Samuel Bronfman (1891-1971), qui fit fortune dans les boissons alcooliques grâce à son entreprise Seagram. 
En 1952, avec son époux, Samuel, elle crée la Fondation de la famille Samuel et Saidye Bronfman (en), une des fondations privées la plus importante de Montréal et du Canada. 
Elle est la mère de Phyllis Lambert, Edgar Bronfman Sr et de Charles Bronfman.

## Honneurs
Le prix Saidye Bronfman est la plus importante distinction pour l'excellence dans le domaine des métiers d'art du Canada. Il fut créé en 1977 par la Fondation de la famille Samuel et Saidye Bronfman à l'occasion du 80e anniversaire de cette grande mécène que fut Saidye Bronfman. Ce Prix favorise la reconnaissance de l'excellence des artisans créateurs canadiens. Cette bourse annuelle de 25 000 $ est un des plus importants prix du genre au Canada. En plus de recevoir un prix en argent, le lauréat voit le Musée canadien des civilisations faire l'acquisition de ses œuvres pour sa collection permanente.[réf. nécessaire]
En août 2022, la ville de Montréal inaugure le parc Saidye-Bronfman dans le quartier Le Triangle, dans l'arrondissement Côte-des-Neiges—Notre-Dame-de-Grâce.